# Laila Bouchir
Laila Bouchir, née le 25 mars 1997, est une kayakiste marocaine.

## Carrière
Elle est médaillée d'or en K2 200 mètres avec Chaymaa Guemra et médaillée de bronze en K4 500 mètres avec Chaymaa Guemra, Zina Aboudalal et Salma Khabot aux Jeux africains de 2019,.